# Made with Code
 (octobre 2023).
Made with Code est une initiative lancée par Google le 19 juillet 2014. Elle vise à valoriser les filles ayant des compétences en programmation dans les collèges et lycées. Made with Code a été créé après que Google ait découvert, via ses recherches, que l'encouragement et l'exposition sont les facteurs les plus importants influençant les jeunes filles à poursuivre dans l'Informatique. Google finance Made with Code à hauteur de 50 millions de dollars, en plus des 40 millions de dollars investis depuis 2010 dans des organisations comme Code.org, Black Girls Code, et Girls Who Code. L'initiative Made with Code implique à la fois des activités en ligne et des événements dans la vie réelle, en collaborant avec des entreprises remarquables telles que Shapeways et App Inventor.

## Projets
Made with Code tourne principalement autour de la fourniture d'activités en ligne pour que les jeunes filles apprennent le codage. Un bon nombre de projets proposés par Made with Code utilisent Blockly, un éditeur visuel pour écrire des programmes en assemblant des blocs, fournissant des instructions pas à pas pour guider l'utilisateur. En cours de route, les travaux peuvent être abandonnés ou bien enregistrés et téléchargées.

### Dance Visualiser
Dance Visualiser mélange la danse et le code à travers un visualiseur qui reflète les mouvements d'un danseur. Grâce Blockly, l'utilisateur suit les différentes parties telles que la tête, la poitrine, les hanches et les quatre membres du corps du danseur. Après avoir saisi les informations nécessaires, une visualisation personnalisée du danseur est généré.

### Music Mixer
Avec Music Mixer, l'utilisateur manipule le nombre de notes et règle la vitesse de chaque instrument, afin de produire une table de mixage visuelle et colorée. La gamme des instruments disponibles inclut Acapella, Country, Électronique, hip-hop, Pop et Rock.

### Beats
Beats connecte Blockly avec des instruments virtuels pour produire une série de battements (beats en anglais). L'utilisateur règle la vitesse entre 30 et 300 battements. La gamme d'instruments virtuels disponibles inclut le charleston, les claves, un son de cloche, la cymbale, le tom, la grosse caisse et la caisse claire.

### Avatar
Le projet Avatar permet aux utilisateurs de personnaliser leur avatar. Grâce à Blockly, l'utilisateur ajoute différentes formes sur un espace de travail virtuel 2D, puis les organise pour former un avatar 3D.

### Accessorizer
Accessorizer permet d'ajouter des accessoires sur un selfie avec Blockly. La première étape est de choisir une image, soit en prenant une photo soit en sélectionnant un des personnages disponibles. L'étape suivante consiste à positionner des accessoires au dessus du personnage ou de l'image. Parmi les accessoires, on trouve des yeux, des bouches, des chemises, des chapeaux et des perruques.

### GIF
Le GIF permet aux utilisateurs de créer une animation personnalisée avec un arrière-plan et une série d'images. Quatre images peuvent être créées avec Blockly et elles défileront ensuite de manière à former une animation. La première étape consiste à sélectionner l'arrière-plan, qui comprend des personnages humoristiques tels que Licky Ricky, Mayday Mary, Puss en Moon Boots, Purple Mess, Flappy la licorne, Tonsil Tammy, Bucky, Long Lidia, Permy et Mr. Hula Hips. L'étape suivante consiste à sélectionner le ou les cadre(s), qui peuvent être de diverses formes et couleurs.

### Kaleidoscope
Kaleidoscope permet de manipuler la taille, la vitesse, et les images d'un kaléidoscope. Après avoir sélectionné une animation, en étoile, en croix ou en fleur, l'utilisateur choisit une image et une vitesse de rotation. Ensuite, il sélectionne la taille de l'image en entrant une valeur en pourcentage.

### Yeti
Le projet Yeti permet aux utilisateurs de créer un Yéti animé avec Blockly. La première étape consiste à faire glisser le bloc YETI sur l'espace de travail. L'utilisateur sélectionne la fourrure et la couleur de la peau ainsi que la taille des mains et des pieds. Ensuite, il sélectionne l'animation parmi la gamme d’animations proposées.

### Anciens projets notables

#### Code un Bracelet
Made with Code a collaboré avec Shapeways pour permettre aux jeunes filles de créer leur propre bracelet personnalisé. Après la conception du bracelet avec Blockly, Shapeways imprime les bracelets en nylon en plastique sur leurs imprimantes 3D.

## Mentors et créatrices
Made with Code mets en avant sur son site web des vidéos de « mentors », des femmes venant de différentes industries et ayant programmé dans leur carrière, ainsi que de « créatrices » (makers), de jeunes femmes qui ont eu un impact dans la société grâce à leurs compétences de programmation. Certaines mentors et créatrices ont également été invitées à tenir des discours, comme lors du lancement de Made with Code à New York. Plus de 100 jeunes filles issues des organisations locales et des établissements publics y ont travaillé sur des projets de programmation et ont été témoins de première main de comment les femmes utilisent le code dans des emplois où elles s'épanouissent.

### Liste des mentors
- Ayah Bdeir
- Danielle Feinberg
- Erica Kochi
- Limor Fried
- Miral Kotb
- Robin Hunicke

### Liste des créatrices
- Brittany Wenger
- Kenzie Wilson
- Maddy Maxey
- EPA Chica Squad
- Tesca Fitzgerald
- Ebony "WondaGurl" Oshunrinde

## Évènements
Le site web de Made with Code maintient un répertoire d'évènements locaux : les parents et les filles peuvent entrer leur code postal afin de trouver des informations de proximité.

### 92èmecérémonie annuelle d'illumination de l'Arbre de Noël de la Maison Blanche
En 2014, Made with Code a organisé, en partenariat avec la National Park Foundation, une campagne pour illuminer les 56 arbres de Noël du Parc du Président à la Maison Blanche. Plus de 300 000 personnes, surtout des jeunes filles, ont participé en sélectionnant les différentes formes, tailles, et couleurs des lumières. Elles ont également programmé les lumières pour les animer suivant différents modèles et en utilisant des langages introductifs à la programmation .

## Autres

### Partenariat avec Code School
En juin 2014, Made with Code a fourni des comptes Code School gratuits pendant trois mois aux femmes et aux minorités déjà dans l'industrie de la technologie afin qu'elles développent leurs compétences. Cette initiative a élargi le groupe ciblé par Made with Code pour inclure celles qui ont déjà commencé une carrière dans l'industrie de la technologie, en plus du groupe cible initial : les jeunes filles sans expérience en programmation.
Google augmente la diversité des sexes à Code School en donnant 50 millions de dollars sur trois ans, afin de fournir des programmes connexes. Ils travaillent en même temps avec DonorsChoose.org et Codecademy ou la Khan Academy pour tester un projet. Ils ont également collaboré avec la Science and Entertainment Exchange.